# Abschnittsbefestigung Geiskirche

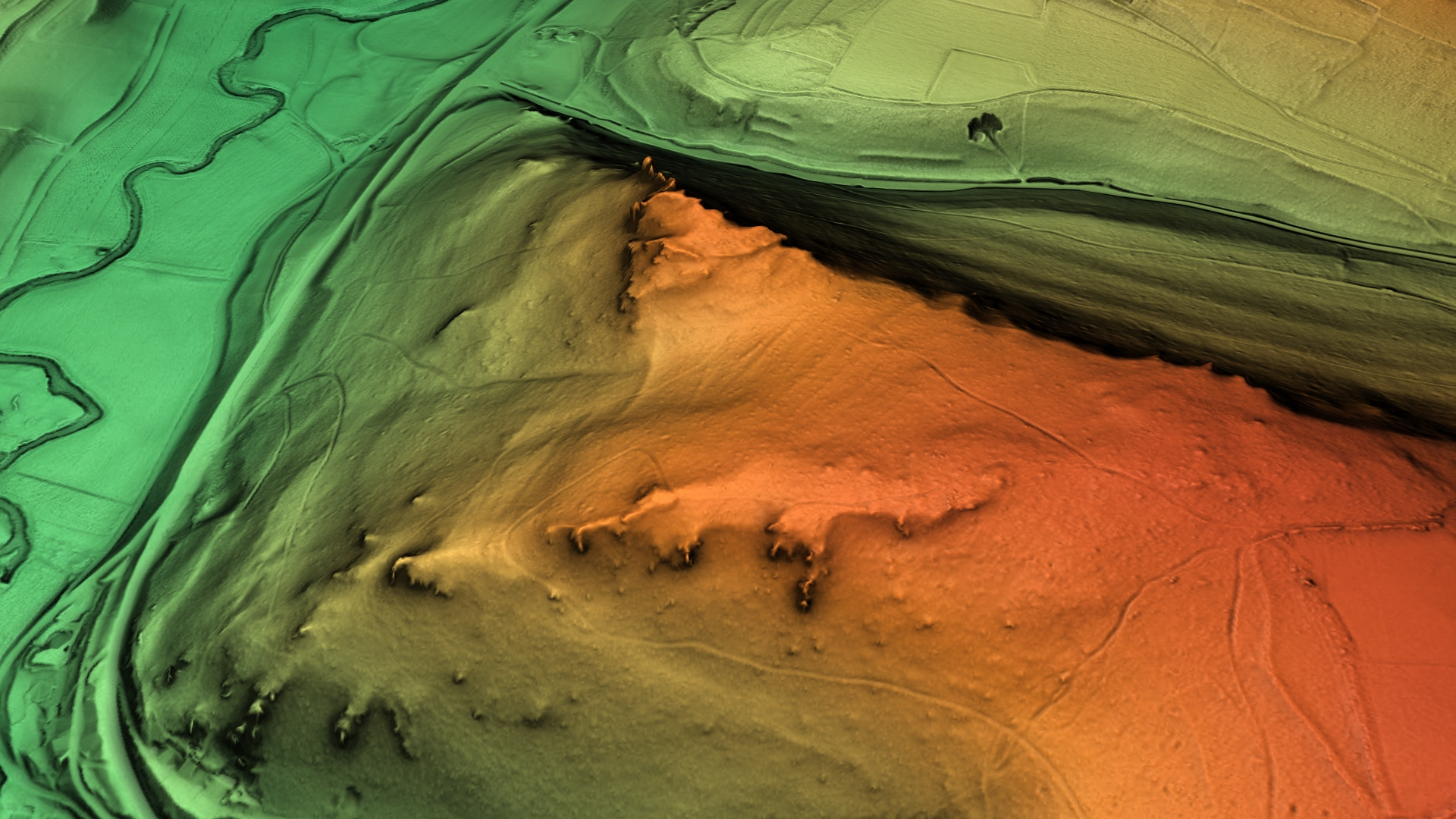
3D-Ansicht des digitalen Geländemodells

Die Abschnittsbefestigung Geiskirche ist eine kleine abgegangene vorgeschichtliche Befestigungsanlage
in der Gemeinde Weismain im oberfränkischen Landkreis Lichtenfels in Bayern.
Sie befindet sich etwa 470 Meter nordnordöstlich der Ortskirche von Schammendorf, einem Ortsteil von Weismain, auf einem Bergsporn im Waldgebiet Schammenleithe (auch Schammendorfer Leithe), der sich zwischen dem Tal der Weismain und einem Nebental erhebt. Über diese Abschnittsbefestigung sind keine geschichtlichen oder archäologischen Informationen bekannt, sie wird grob als vorgeschichtlich datiert. Erhalten hat sich von der Anlage nur ein einfacher Abschnittswall, die Stelle ist als Bodendenkmal Nummer D-4-5933-0040: Vorgeschichtliche Abschnittsbefestigung geschützt.

## Beschreibung
Die eher kleine Befestigung befindet sich auf etwa 460 m ü. NN Höhe und damit rund 120 Höhenmeter über dem Talgrund der Weismain auf einem nach Nordnordwesten gerichteten Bergsporn in der Schammenleithe. Dieser fällt an drei Seiten steil zum Tal ab, im Westen und an seiner Spitze im Norden zur Weismain, die Ostseite wird durch das Steintal, ein von der angrenzenden Hochfläche herunterführendes Trockental, geschützt. Zusätzlich sicherten Felsklippen an der Nordwest-, der Nord- und der Ostseite des Spornes die Anlage. Nur die Angriffsseite im Südsüdosten, wo der Sporn einige Meter leicht ansteigend in die Jura-Hochfläche übergeht, bedurfte einer Befestigung. Zu diesem Zweck wurde 60 Meter vor der Spornspitze ein 70 Meter langer und leicht nach außen gebogener Abschnittswall angelegt. Dieser ist bis zu einer Höhe von eineinhalb Metern und vier Meter Breite erhalten. Er endet an beiden Seiten an der Hangkante, im Westen befindet sich 20 Meter vor der Kante eine zehn Meter lange Unterbrechung im Wallzug. Der frühere Zugang zur Anlage ist nicht sicher zu lokalisieren, möglicherweise lag er im Bereich dieses zehn Meter breiten Einschnittes.